# Studio Collection 2000–2012
Studio Collection, được phát hành với cái tên Studio Collection 2000–2012, là một bộ hộp album phòng thu do ban nhạc rock người Mỹ Linkin Park phát hành vào năm 2013. Bộ này bao gồm 5 album phòng thu đầu tiên và album phối lại album Reanimation ra mắt năm 2002 của họ. Mỗi album bao gồm một danh sách bài hát chính.

## Danh sách bài hát
Đĩa 1 - Hybrid Theory
1. "Papercut" - 3:04
2. "One Step Closer" - 2:35
3. "With You" - 3:23
4. "Points of Authority" - 3:20
5. "Crawling" - 3:29
6. "Runaway" - 3:03
7. "By Myself" - 3:09
8. "In the End" - 3:36
9. "A Place for My Head" - 3:04
10. "Forgotten" - 3:14
11. "Cure for the Itch" - 2:37
12. "Pushing Me Away" - 3:11

Đĩa 2 - Meteora
1. "Foreword" - 0:13
2. "Don't Stay" - 3:07
3. "Somewhere I Belong" - 3:33
4. "Lying from You" - 2:55
5. "Hit the Floor" - 2:44
6. "Easier to Run" - 3:24
7. "Faint" - 2:42
8. "Figure.09" - 3:17
9. "Breaking the Habit" - 3:16
10. "From the Inside" - 2:55
11. "Nobody's Listening" - 2:58
12. "Session" - 2:24
13. "Numb" - 3:07

Đĩa 3 - Reanimation
1. "Opening" - 1:07
2. "Pts.OF.Athrty" - 3:45
3. "Enth E ND" - 4:00
4. "[Chali]" - 0:23
5. "Frgt/10" - 3:32
6. "P5hng Me A*wy" - 4:38
7. "Plc.4 Mie Hæd" - 4:20
8. "X-Ecutioner Style" - 1:49
9. "H! Vltg3" - 3:30
10. "[Riff Raff]" - 0:21
11. "Wth>You" - 4:12
12. "Ntr\Mssion" - 0:29
13. "Ppr:Kut" - 3:26
14. "Rnw@y" - 3:13
15. "My<Dsmbr" - 4:17
16. "[Stef]" - 0:10
17. "By_Myslf" - 3:42
18. "Kyur4 th Ich" - 2:32
19. "1Stp Klosr" - 5:46
20. "Krwlng" - 5:40

Đĩa 4 - Minutes to Midnight
1. "Wake" - 1:40
2. "Given Up" - 3:09
3. "Leave Out All the Rest" - 3:29
4. "Bleed It Out" - 2:44
5. "Shadow of the Day" - 4:49
6. "What I've Done" - 3:25
7. "Hands Held High" - 3:53
8. "No More Sorrow" - 3:41
9. "Valentine's Day" - 3:16
10. "In Between" - 3:16
11. "In Pieces" - 3:38
12. "The Little Things Give You Away" - 6:23

Đĩa 5 - A Thousand Suns
1. "The Requiem" - 2:01
2. "The Radiance" - 0:57
3. "Burning in the Skies" - 4:13
4. "Empty Spaces" - 0:18
5. "When They Come for Me" - 4:55
6. "Robot Boy" - 4:28
7. "Jornada Del Muerto" - 1:34
8. "Waiting for the End" - 3:51
9. "Blackout" - 4:39
10. "Wretches and Kings" - 4:15
11. "Wisdom, Justice, and Love" - 1:38
12. "Iridescent" - 4:56
13. "Fallout" - 1:23
14. "The Catalyst" - 5:39
15. "The Messenger" - 3:01

Đĩa 6 - Living Things
1. "Lost in the Echo" - 3:25
2. "In My Remains" - 3:20
3. "Burn It Down" - 3:50
4. "Lies Greed Misery" - 2:27
5. "I'll Be Gone" - 3:31
6. "Castle of Glass" - 3:25
7. "Victimized" - 1:46
8. "Roads Untraveled" - 3:49
9. "Skin to Bone" - 2:48
10. "Until It Breaks" - 3:43
11. "Tinfoil" - 1:11
12. "Powerless" - 3:44

## Danh đề
Linkin Park
- Chester Bennington - hát chính (ngoại trừ "Cure for the Itch", "Foreword", "Session", "Wake", "Hands Held High", "The Requiem", "The Radiance", "Empty Spaces", "When They Come for Me", "Wisdom, Justice, and Love" và "Fallout"); guitar đệm (trong "Shadow of the Day" và "Iridescent"); hát (trong "When They Come for Me"); beatbox (trong "Points of Authority"); bộ gõ bổ sung (trong "When They Come for Me" và "Blackout"); hát đệm (trong "When They Come for Me" và "Lost in the Echo"); hát bổ sung (trong "Hands Held High" và "In Between")
- Rob Bourdon - trống, bộ gõ, hát đệm
- Brad Delson - guitar chính, guitar bass và hát đệm; guitar đệm (trong "Burning in the Skies"); guitar acoustic (trong "The Messenger" và "Castle of Glass"); bộ gõ bổ sung (trong "When They Come for Me", "Blackout" và "The Catalyst"), loa phóng thanh (trong "When They Come for Me")
- Dave "Phoenix" Farrell - guitar bass (ngoại trừ các bản nhạc trong "Hybrid Theory "); đệm giọng; đàn organ bổ sung (trong  "Blackout")
- Joe Hahn - bàn xoay, mẫu, chà đĩa, lập trình, hát đệm
- Mike Shinoda - hát chính và rap; guitar đệm (trong "Crawling", "Pushing Me Away", "Somewhere I Belong", "Hit the Floor", "Easier to Run", "Faint", "From the Inside", "P5hng Me A * wy", "Wth> You", "Wake", "Given Up", "Bleed It Out", "What I'm Done", "No More Sorrow", "Valentine Day", "In Pieces", "The Little Things Give You Away "," Waiting for the End "," Lost in the Echo "," In My Remains "," Lies Greed Misery "," I'll Be Gone "," Castle of Glass "," Victimized "," Roads Untraveled "và" Powerless "); guitar chính (trong "Burning in the Skies"); guitar acoustic (trong "The Little Things Give You Away"); vocoder (trong "The Requiem" và "Fallout"); beatbox (trong "Points of Authority"); đàn organ, piano, sampler, bộ tổng hợp

Nhân sự kỹ thuật
- Rick Rubin - nhà sản xuất
- Mike Shinoda - nhà sản xuất, kỹ sư, giám đốc sáng tạo
- Joe Hahn - giám đốc sáng tạo
- Ethan Mates - kỹ sư
- Andrew Hayes - trợ lý, kỹ sư, biên tập viên
- Brad Delson - sản xuất bổ sung
- Jerry Johnson - kỹ thuật viên trống
- Ryan DeMarti - điều phối sản xuất, điều phối A&R
- Manny Marroquin - phối âm (do Chris Galland và Del Bowers hỗ trợ)
- Brian Gardner - mastering
- Rob Cavallo - A&R
- Liza Jospeph - Điều phối A&R
- Peter Standish - giám đốc tiếp thị
- Brandon Parvini - tác phẩm nghệ thuật, giám đốc sáng tạo
- The Uprising Creative - chỉ đạo nghệ thuật, thiết kế
- Frank Maddocks - thiết kế biểu tượng LP

Nguồn: AllMusic.

## Bảng xếp hạng
| Bảng xếp hạng(2017)      | Vị trí cao nhất |
| ------------------------ | --------------- |
| Australian Albums (ARIA) | 49              |